# الدوري الفنلندي لكرة السلة للسيدات
الدوري الفنلندي لكرة السلة للسيدات (بالفنلندية: Naisten Korisliiga) هو دوري كرة سلة للسيدات في فنلندا تأسس في سنة 1944 تلعب فيه 10 فرق.

## وصلات خارجية
- الموقع الرسمي